# Enneanectes altivelis
Enneanectes altivelis е вид бодлоперка от семейство Tripterygiidae. Видът не е застрашен от изчезване.

## Разпространение и местообитание
Разпространен е в Бахамски острови, Белиз, Бразилия, Венецуела, Гватемала, Гвиана, Кайманови острови, Колумбия, Коста Рика, Куба, Мексико, Никарагуа, Панама, САЩ, Суринам, Тринидад и Тобаго и Хондурас.
Обитава морета и рифове. Среща се на дълбочина от 0,8 до 10 m, при температура на водата от 26,7 до 27,9 °C и соленост 34,2 – 36,6 ‰.

## Описание
На дължина достигат до 4 cm.